# Ludrová
Ludrová es un municipio situado en el distrito de Ružomberok, en la región de Žilina, Eslovaquia. con una población estimada, en marzo de 2023, de 994 habitantes.
Está ubicado en el centro-sur de la región, cerca del curso alto del río Váh (cuenca hidrográfica del Danubio) y de la frontera con la región de Banská Bystrica.

## Demografía
| Año        | 1994 | 2004    | 2014    | 2024    |
| ---------- | ---- | ------- | ------- | ------- |
| Población  | 955  | 982     | 999     | 994     |
| Diferencia |      | +2,82 % | +1,73 % | −0,50 % |

| Año        | 2023 | 2024    |
| ---------- | ---- | ------- |
| Población  | 981  | 994     |
| Diferencia |      | +1,32 % |